# Petrolisthes galathinus
Petrolisthes galathinus är en kräftdjursart som först beskrevs av Bosc 1802.  Petrolisthes galathinus ingår i släktet Petrolisthes och familjen porslinskrabbor. Inga underarter finns listade i Catalogue of Life.